# Don Ameche
Don Ameche, pseudonimo di Dominic Felix Amici (Kenosha, 31 maggio 1908 – Scottsdale, 6 dicembre 1993), è stato un attore statunitense.
Vinse il premio Oscar al miglior attore non protagonista nel 1986 per Cocoon - L'energia dell'universo di Ron Howard.

## Biografia
Nacque da padre di origini italiane, Felice Amici, originario di Montemonaco, in provincia di Ascoli Piceno, e da madre di discendenza tedesca e irlandese, Barbara Etta Hertel. Aveva tre fratelli, Umberto detto Bert, Jim, noto speaker radiofonico e Louis, e quattro sorelle, Elizabeth, Catherine, Mary e Anna. Suo cugino Alan era un famoso giocatore di football. Iniziò la sua carriera come attore di vaudeville con Texas Guinan, che in seguito lo tolse dai suoi spettacoli ritenendolo "troppo rigido".
Modificò la grafia del suo cognome da Amici ad Ameche affinché fosse letto con la pronuncia corretta anche da parlanti inglesi.

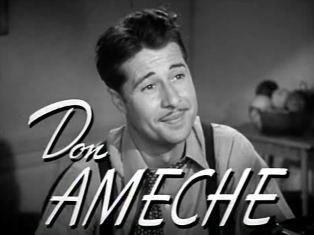
Don Ameche nel trailer del film Chi dice donna... (1941)

Attore dotato di presenza e di ironia, fece il suo debutto cinematografico nel 1935, diventando subito uno degli attori più gettonati di Hollywood, conquistando grande popolarità tra la fine degli anni trenta e l'inizio degli anni quaranta. Tra i suoi film di maggior successo sono da ricordare La sposa di Boston (1939) di Irving Cummings, nel ruolo dell'inventore Alexander Graham Bell, Chi dice donna... (1941) di W. S. Van Dyke, ove ebbe come partner Rosalind Russell, e Il cielo può attendere (1943), celebre commedia di Ernst Lubitsch.
Dopo alcune sporadiche apparizioni negli anni cinquanta e sessanta in film minori, come Febbre nel sangue (1961) di Vincent Sherman, La bambola di pezza (1966) di Bert I. Gordon e Supponiamo che dichiarino la guerra e nessuno ci vada (1970) di Hy Averback, in età matura Ameche ottenne una rinnovata notorietà per le sue brillanti apparizioni in Una poltrona per due (1983) di John Landis, nel ruolo di uno di due fratelli (entrambi ai vertici della finanza) che architettano per scommessa uno scambio di persona, in Cocoon - L'energia dell'universo (1985) di Ron Howard, che gli valse l'Oscar al miglior attore non protagonista del 1986, nel sequel Cocoon - Il ritorno (1988) di Daniel Petrie e in Le cose cambiano (1988) di David Mamet, che gli fece vincere la Coppa Volpi per la migliore interpretazione maschile al Festival di Venezia, ex aequo con il coprotagonista Joe Mantegna.
Sposato dal 1932 con Honore Prendergast, Don Ameche ebbe sei figli. Il matrimonio durò fino alla morte della Prendergast, avvenuta nel 1986. Il fratello, Jim Ameche, nato nel 1915 e deceduto nel 1983, fu anch'egli attore, oltre che annunciatore radiofonico. Don Ameche morì nel 1993, poco dopo aver terminato le riprese del film Una moglie per papà di Jessie Nelson, uscito postumo nel 1994. È sepolto nel Cimitero Cattolico della Resurrezione di Dubuque nell'Iowa.

## Filmografia

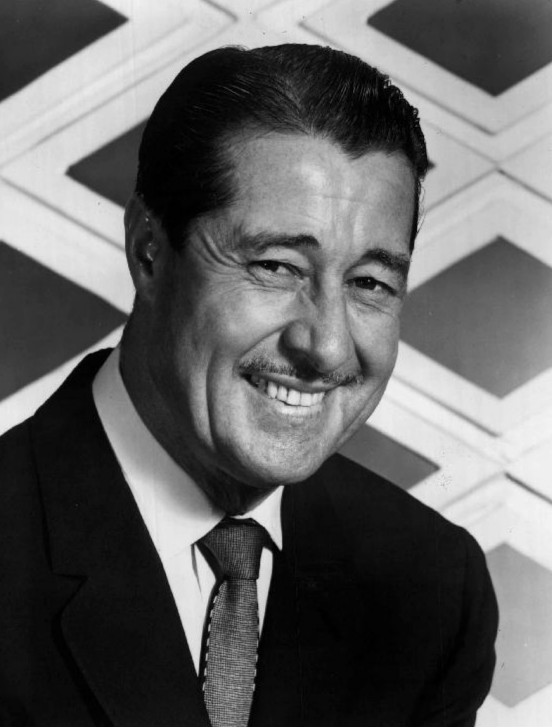
Don Ameche nel 1964

### Cinema
- Il conquistatore dell'India (Clive of India), regia di Richard Boleslawski (1934) - non accreditato
- La nave di Satana (Dante's Inferno) di Harry Lachman (1935) - non accreditato
- Sins of Man, regia di Otto Brower e Gregory Ratoff (1936)
- Ramona, regia di Henry King (1936)
- Ragazze innamorate (Ladies in Love), regia di Edward H. Griffith (1936)
- Turbine bianco (One in a Million), regia di Sidney Lanfield (1936)
- L'incendio di Chicago (In Old Chicago), regia di Henry King (1937)
- L'amore è novità (Love Is News), regia di Tay Garnett (1937)
- Baci sotto zero (Fifty Roads to Town), regia di Norman Taurog (1937)
- New York si diverte (You Can't Have Everything), regia di Norman Taurog (1937)
- Love Under Fire, regia di George Marshall (1937)
- Stella del Nord (Happy Landing), regia di Roy Del Ruth (1938)
- La grande strada bianca (Alexander's Ragtime Band), regia di Henry King (1938)
- Josette, regia di Allan Dwan (1938)
- Gateway, regia di Alfred L. Werker (1938)
- D'Artagnan e i tre moschettieri (The Three Musketeers), regia di Allan Dwan (1939)
- La signora di mezzanotte (Midnight), regia di Mitchell Leisen (1939)
- La sposa di Boston (The Story of Alexander Graham Bell), regia di Irving Cummings (1939)
- Hollywood Cavalcade, regia di Irving Cummings (1939)
- Il canto del fiume (Swanee River), regia di Sidney Lanfield (1939)
- Il romanzo di Lillian Russell (Lillian Russell), regia di Irving Cummings (1940)
- Four Sons, regia di Archie Mayo (1940)
- Notti argentine (Down Argentine Way), regia di Irving Cummings (1940)
- Una notte a Rio (That Night in Rio), regia di Irving Cummings (1941)
- Appuntamento a Miami (Moon Over Miami), regia di Walter Lang (1941)
- Kiss the Boys Goodbye, regia di Victor Schertzinger (1941)
- Chi dice donna... (The Feminine Touch), regia di W. S. Van Dyke (1941)
- Confirm or Deny, regia di Archie Mayo (1941)
- Il magnifico fannullone (The Magnificent Dope), regia di Walter Lang (1942)
- Girl Trouble, regia di Harold D. Schuster (1942)
- Nasce una stella (Something to Shout About), regia di Gregory Ratoff (1943)
- Il cielo può attendere (Heaven Can Wait), regia di Ernst Lubitsch (1943)
- Happy Land, regia di Irving Pichel (1943)
- La nave senza nome (Wing and a Prayer), regia di Henry Hathaway (1944)
- Samba d'amore (Greenwich Village), regia di Walter Lang (1944)
- Tutti pazzi (It's the Bag!), regia di Richard Wallace (1945)
- Quella che non devi amare (Guest Wife), regia di Sam Wood (1945)
- Un genio in famiglia (So Goes My Love), regia di Frank Ryan (1946)
- Questo è il mio uomo (That's My Man), regia di Frank Borzage (1947)
- Donne e veleni (Sleep, My Love), regia di Douglas Sirk (1948)
- Amanti crudeli (Slightly French), regia di Douglas Sirk (1949)
- Phantom Caravan, regia di Roy Rich (1954)
- Febbre nel sangue ( A Fever in the Blood), regia di Vincent Sherman (1961)
- La bambola di pezza (Picture Mommy Dead), regia di Bert I. Gordon (1966)
- Boatniks - I marinai della domenica (The Boatniks), regia di Norman Tokar (1970)
- Supponiamo che dichiarino la guerra e nessuno ci vada (Suppose They Gave a War and Nobody Came?), regia di Hy Averback (1970)
- Una poltrona per due (Trading Places), regia di John Landis (1983)
- Cocoon - L'energia dell'universo (Cocoon), regia di Ron Howard (1985)
- Bigfoot e i suoi amici (Harry and the Hendersons), regia di William Dear (1987)
- Il principe cerca moglie (Coming to America), regia di John Landis (1988)
- Le cose cambiano (Things change), regia di David Mamet (1988)
- Cocoon - Il ritorno (Cocoon: The Return), regia di Daniel Petrie (1988)
- Oddball Hall, regia di Jackson Hunsicker (1990)
- Oscar - Un fidanzato per due figlie (Oscar), regia di John Landis (1991)
- Guai in famiglia (Folks!), regia di Ted Kotcheff (1992)
- In fuga a quattro zampe (Homeward Bound: The Incredible Journey), regia di Duwayne Dunham (1993) - voce
- Una moglie per papà (Corrina, Corrina), regia di Jessie Nelson (1994) - postumo

### Televisione
- The Chevrolet Tele-Theatre – serie TV, episodio 2x11 (1949)
- Four Star Revue – serie TV, episodio 1x21 (1951)
- Family Theatre – serie TV (1953)
- Goodyear Television Playhouse – serie TV, episodio 6x12 (1957)
- The DuPont Show of the Month – serie TV, episodio 1x04 (1957)
- Climax! – serie TV, episodio 4x19 (1958)
- The Greatest Show on Earth – serie TV, episodio 1x26 (1964)
- La legge di Burke (Burke's Law) – serie TV, episodio 1x28 (1964)
- The Christophers – serie TV (1963-1964)
- Petticoat Junction – serie TV, episodio 7x19 (1970)
- Giulia – serie TV, episodi 2x10-2x21 (1969-1970) (anche regia)
- Colombo (Columbo) – serie TV, episodio 1x04 (1971)
- Due onesti fuorilegge (Alias Smith and Jones) – serie TV, episodio 2x10 (1971)
- Uno sceriffo a New York (McCloud) – serie TV, episodio 5x06 (1975)
- Ellery Queen – serie TV, episodio 1x02 (1975)
- Good Heavens – serie TV, episodio 1x08 (1976)
- Quincy (Quincy M.E.) – serie TV, episodio 4x22 (1979)
- Fantasilandia (Fantasy Island) – serie TV, episodio 4x07 (1980)
- Mr. Smith – serie TV, episodio 1x12 (1983)
- Love Boat (The Love Boat) – serie TV, episodi 3x06-4x23-7x22 (1979-1984)
- Pals - Due amici e un tesoro (Pals), regia di Lou Antonio – film TV (1986)
- Cuori senza età (The Golden Girls) – serie TV, episodio 6x02 (1990)
- Pros and Cons – serie TV, episodio 1x08 (1991)

## Riconoscimenti
- Premio Oscar
  - 1986 – Miglior attore non protagonista per Cocoon - L'energia dell'universo

## Doppiatori italiani
Nelle versioni in italiano dei suoi film, Don Ameche è stato doppiato da:
- Giulio Panicali in La signora di mezzanotte, Il canto del fiume, Appuntamento a Miami, Chi dice donna..., Il cielo può attendere, Un genio in famiglia, Questo è il mio uomo
- Carlo Reali in Una poltrona per due, Cocoon - L'energia dell'universo, Il principe cerca moglie, Cocoon - Il ritorno
- Augusto Marcacci in La grande strada bianca, Donne e veleni
- Pino Locchi in Ellery Queen, Le cose cambiano
- Giorgio Lopez in Cuori senza età, Guai in famiglia
- Gualtiero De Angelis in L'incendio di Chicago
- Elio Zamuto in Oscar - Un fidanzato per due figlie
- Sergio Fiorentini in Bigfoot e i suoi amici

Da doppiatore è stato sostituito da:
- Gianni Musy in In fuga a quattro zampe